# Senat Alabamy
Senat Alabamy (Alabama Senate) – izba wyższa parlamentu amerykańskiego stanu Alabama. Składa się z 35 członków wybieranych na czteroletnią kadencję. Wybory przeprowadzane są w jednomandatowych okręgach wyborczych, z zastosowaniem ordynacji większościowej. Przewodniczącym Senatu jest z urzędu zastępca gubernatora Alabamy, który jednak może brać udział w głosowaniach tylko w razie wystąpienia remisu (co ze względu na nieparzystą łączną liczbę senatorów, jest możliwe tylko w przypadku nieobecności części członków izby). Wówczas jego głos ma charakter rozstrzygający. Na co dzień obradom przewodniczy tzw. przewodniczący pro tempore, wybierany przez senatorów z własnego grona i mogący głosować na normalnych zasadach.